# Arthrosphaera transitiva
Arthrosphaera transitiva är en mångfotingart som beskrevs av Carl Graf Attems 1936. Arthrosphaera transitiva ingår i släktet Arthrosphaera och familjen Sphaerotheriidae. Inga underarter finns listade i Catalogue of Life.